# Macrostylophora fulini
Macrostylophora fulini är en loppart som beskrevs av Wu et Liu 2003. Macrostylophora fulini ingår i släktet Macrostylophora och familjen fågelloppor. Inga underarter finns listade i Catalogue of Life.